# OnlyFans
OnlyFans é um serviço de conteúdo por assinatura com sede em Londres, no Reino Unido. Criadores de conteúdo podem ganhar dinheiro de outros usuários do site que assinam seu conteúdo.
É popular na indústria de entretenimento adulto, mas também hospeda criadores de conteúdo de outros gêneros. A plataforma permite que os criadores de conteúdo recebam mensalmente um financiamento direto de seus fãs, além de gorjetas e um recurso pay-per-view.

## História
O OnlyFans foi lançado em 2016 como um site para personalidades da mídia social permitindo que seus seguidores se inscrevam por uma taxa mensal para ver videoclipes e fotos.
A popularidade do OnlyFans cresceu exponencialmente a partir de 2020, especialmente durante a pandemia de COVID-19, quando muitos criadores buscaram maneiras alternativas de gerar renda devido à perda de oportunidades de trabalho tradicionais. O modelo de conteúdo por assinatura mostrou-se especialmente atraente para trabalhadores freelance e influenciadores digitais que viam no OnlyFans uma forma de monetizar suas habilidades e seu público sem depender de intermediários.
Para muitos criadores, a plataforma representa uma oportunidade de independência financeira. Ela tem desafiado o modelo de negócios tradicional de conteúdo online, no qual a monetização depende principalmente de publicidade e visualizações em plataformas como YouTube e Instagram.

## Modelo de negócio
O OnlyFans não possui regras que restringem o conteúdo e permite que os usuários compartilhem fotos reveladoras ou completamente nuas de si mesmos em troca de uma assinatura mensal.  O criador de conteúdo paga uma taxa de 20% sobre todas as vendas realizadas dentro da plataforma.
Em agosto de 2021, a plataforma anunciou que não permitiria mais material sexualmente explícito a partir de outubro. No entanto, no dia 25 do mesmo mês, a empresa anunciou que não iria mais banir conteúdo pornográfico, explicando que havia conseguido as garantias necessárias para continuar o suporte aos usuários da plataforma.
Em maio de 2023, OnlyFans tinha 3 milhões de criadores registados e 220 milhões de consumidores registados. Um estudo do Archives of Sexual Behavior concluiu que o utilizador típico do OnlyFans é branco (68,9%), casado (89,5%), homem (63,1%) e heterossexual (59%). O estudo concluiu que as atitudes sexuais dos utilizadores do OnlyFans não eram significativamente diferentes das da população em geral.
A empresa emprega cerca de 1.000 pessoas, 80% das quais moderam e mantêm conteúdos. As receitas em 2021 foram de 932 milhões de dólares. É dirigida pela Directora Executiva (CEO) Kayleigh Blair e é propriedade da Fenix International Limited.
Em abril de 2021, a Time nomeou a OnlyFans na sua lista Time 100 das empresas mais influentes. Além disso, a Fast Company considerou a OnlyFans uma das 10 empresas de redes sociais mais inovadoras em 2021. O Financial Times considerou a OnlyFans como uma das empresas de crescimento mais rápido na Europa em 2022 e 2023.
A transferência de conteúdos do OnlyFans é 100% legal, desde que tenha uma subscrição paga ativa. O material protegido por direitos de autor está protegido por um acesso pago, ao qual os utilizadores acedem pagando diretamente aos criadores.
A partir de 2019, o processo de verificação da conta OnlyFans inclui selfies com fotografia de rosto, incluindo identificação. No entanto, em 2021, a BBC News informou que tinha conseguido contornar o sistema. A polícia britânica criticou o OnlyFans por não fazer o suficiente para proteger as crianças; no entanto, o regulador estatal do país, Ofcom, elogiou o sítio em 2022 pela sua utilização de ferramentas de verificação de terceiros.

## Figuras brasileiras de destaque no OnlyFans
Desde que o OnlyFans ganhou popularidade global, diversas criadoras de conteúdo brasileiras alcançaram visibilidade expressiva na plataforma. Algumas dessas figuras já eram conhecidas do público brasileiro por suas participações em programas de televisão, reality shows ou pela atuação como modelos e personalidades da mídia. Entre os nomes mais notórios estão Renata Frisson (conhecida como Mulher Melão), Geisy Arruda, Vivi Fernandez, Francine Piaia, além de influenciadoras digitais como Victoria Matosa, Maria Fernanda Galvão, Gina Valentina, Brú Luccas, Diandra Cox, entre outras, que acumulam centenas de milhares ou até milhões de curtidas em seus perfis na plataforma.